# Trachops cirrhosus
Trachops cirrhosus là một loài động vật có vú trong họ Dơi mũi lá, bộ Dơi. Chúng được Gray mô tả cấp chi năm 1847 và Spix mô tả cấp loài năm 1823.
Loài dơi này phân bố ở phía Nam Mexico tới Bolivia và phía nam Brazil. Loài này có ba phân loài và không có hóa thạch được biết đến. Đây lag loài đơn loài trong chi của nó.
Loài dơi này có bướu trên môi và mõm. Chúng có màu sắc tổng thể gồm màu nâu đỏ với màu xám trên bụng. Lông dài và có nhiều lông mịn. Loài dơi này có kích thước trung bình, cân nặng khoảng 32 gram. 

## Hình ảnh

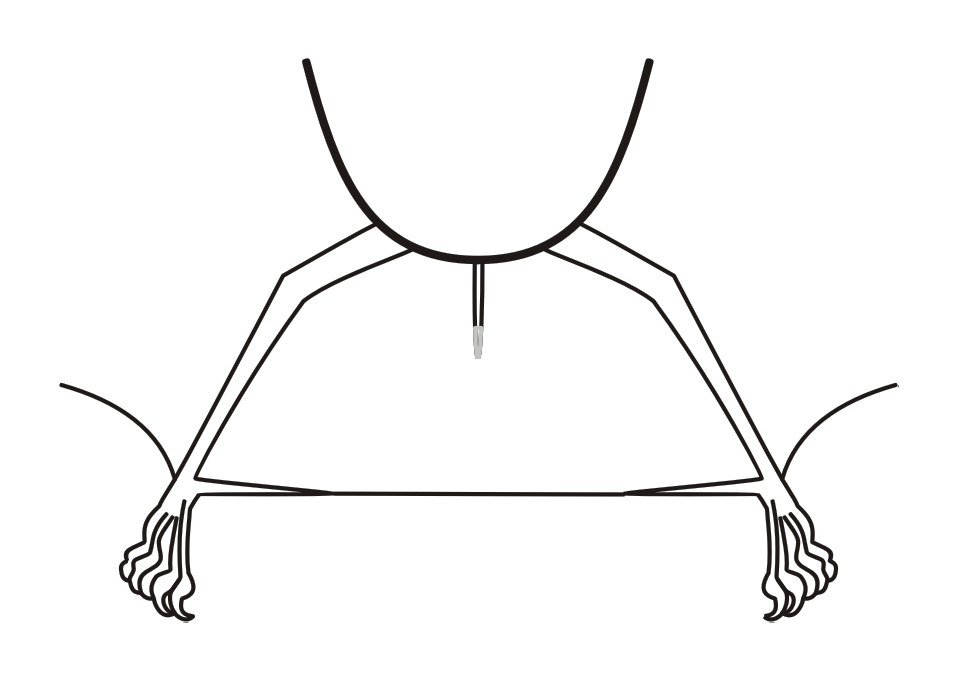